# Fahne und Wappen des Kantons Basel-Stadt und der Stadt Basel
Das Wappen der Stadt Basel sowie des Halbkantons Basel-Stadt ist ein nach links (heraldisch: rechts) gerichteter schwarzer Krummstab, Baselstab genannt, auf weissem (heraldisch: silbernem) Feld.
Die Standesfarben sind Weiss und Schwarz.
Das Sinnbild des Baselstabs ist der gekrümmte Hirtenstab der Bischöfe.
Drei Querbalken unterbrechen diesen Stab, der nach unten breiter wird und in drei Zacken ausläuft.
Die älteste bekannte Darstellung eines Bischofsstabes findet sich auf Münzen, die im 11. Jahrhundert geprägt wurden. Auf Münzen und Siegeln lässt sich die Entwicklung vom dünnen Stab zu der heraldischen, unten in drei Zipfel auslaufenden Form verfolgen, welche in der 2. Hälfte des 14. Jahrhunderts erreicht war.
Schildhalter sind Löwen, wilde Männer, Engel und seit dem 15. Jahrhundert auch Basilisken – das sind Drachen mit Hahnenkopf und Schlangenschwanz.

## Blasonierung
Die Blasonierung des Wappens des Kantons Basel-Stadt lautet nach Mühlemann (1977):
In Silber ein schwarzer Baselstab.

## Geschichte

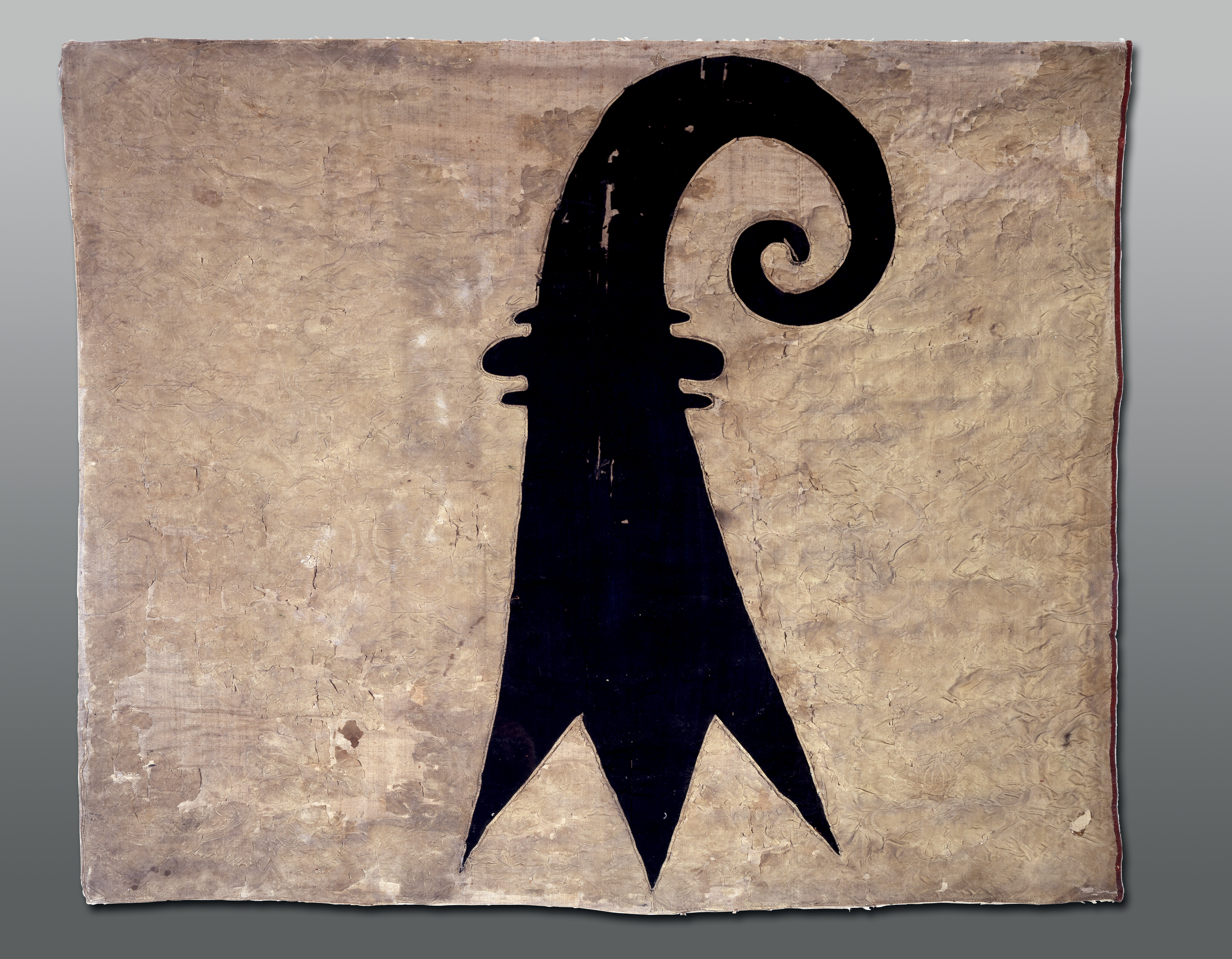
Das älteste erhaltene Stadtbanner (spätes 15. Jahrhundert)

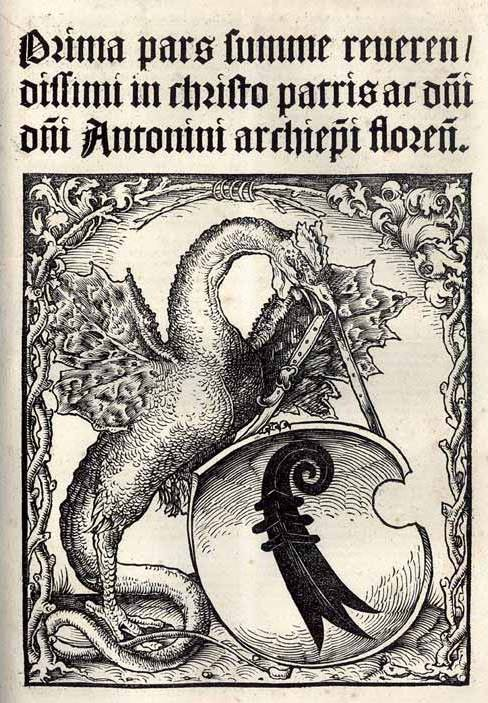
Basilisk als Schildhalter (um 1510)

Der Baselstab ist eine stilisierte Nachbildung des Krummstabs der Bischöfe. 
Der Bischofsstab erscheint bereits um 1100 auf  einem in Basel geprägten Dünnpfennig.
Die heraldische, unten in drei Zipfeln auslaufende Form erscheint erstmals in dieser Form auf dem Stebler (Stäbler), einer seit etwa 1370 von der Stadt im eigenen Münzrecht geprägten Silbermünze im Wert eines halben Pfennigs. Johann von Vienne (r. 1365–1382) führte als erster Bischof den Baselstab in einem zweiten Wappenschild neben seinem Familienwappen in seinem Siegel.
Seit dem 15. Jahrhundert führten Basler Bischöfe den Baselstab auch im Geviert in ihren Wappen.
In dieser Form wird der Stab dann auch, in der 2. Hälfte des 15. Jahrhunderts, auf das Basler Banner übernommen, und schliesslich auch ins Stadtwappen (um 1500).
Das Juliusbanner von 1512 zeigte einen goldenen Baselstab.
Das Juliusbanner selbst ist verloren, aber diese gebesserte Form des Wappens ist heute noch im Chor der Leonhardskirche zu sehen. Wohl mit der Reformation 1529 kehrt Basel zum  schwarzen Baselstab zurück.
Nach der Reformation trennte sich die Stadt und das Bistum endgültig. Die von der Stadt beherrschten Gebiete wurden reformiert. Das Fürstbistum Basel führte als Wappen den roten, die Stadt den schwarzen Baselstab.
Die Schildhalter stammen ebenfalls aus dem frühen 14. Jahrhundert, erst waren Engel als Figuren beliebt, dann, zum Ende des 15. Jahrhunderts, wurden sie erst durch Löwen, dann durch Basilisken abgelöst. Erst im 19. Jahrhundert verschwand der Basilisk als Schildhalter wieder. Später wurde zum Teil der Wilde Mann als Schildhalter verwendet.
Nach der Trennung der beiden Basler Kantone nahm man 1834 das Wappen von Liestal als Grundlage für das neue Kantonswappen.
Von 1832 bis 1999 wurden die beiden Formen des Baselstabs auch nebeneinander in einem Wappenschild dargestellt, für die zwei Halbkantone des eidgenössischen Kantons Basel.